# 水車のある茅葺き屋根の家
『水車のある茅葺き屋根の家』（すいしゃのあるかやぶきやねのいえ、蘭: Watermolen bij een boerenwoning met rietdak、英: A Thatch-Roofed House with a Water Mill）、または『農家の近くの水車』（のうかのちかくのすいしゃ、英: Water Mill near a Farm）は、17世紀オランダ絵画黄金時代の画家ヤーコプ・ファン・ロイスダールが板上に油彩で制作した風景画である。1958年に購入されて以来、ロッテルダムのボイマンス・ヴァン・ベーニンゲン美術館に所蔵されている。

## 作品
イギリスの風景画家ジョン・コンスタブルは1826年に本作を見て、「私の頭に憑りつき、心から離れない」と書いている。水車の横で泡立つ水を描くことはほとんど不可能であるが、それこそまさにロイスダールがこの情景を描きたかった理由であろう。動きのない絵画に動きの感覚を与えるには技術が必要である。
本作は、研究者シーモア・スライヴの2001年のロイスダール作品総目録では121番とされている。ホフステーデ・デ・フロートの1911年の総目録では165番であり、ボイマンス・ヴァン・ベーニンゲン美術館の目録では2025番となっている。絵画は縦37.6センチ、横44センチの大きさで、画面下部左側にモノグラムで署名が記されている。制作年は記されていないが、スライヴは1653年ごろの制作であろうと記している。描かれているモノグラムは三次元的効果を与えるために2つの異なる色調を示しており、それはロイスダールが1652年と1653年のほかの何点かの絵画に用いたテクニックである。ボイマンス・ヴァン・ベーニンゲン美術館では、1653年ごろの制作としている。なお、この絵画は1997年に修復された。